# Jörg Steiner
Jörg Steiner es un deportista suizo que compitió en vela en la clase Tornado.
Ganó una medalla de plata en el Campeonato Mundial de Tornado de 2019 y cuatro medallas en el Campeonato Europeo de Tornado entre los años 2016 y 2019.

## Palmarés internacional
| \| Campeonato Mundial \| Campeonato Mundial \| Campeonato Mundial \| Campeonato Mundial \| \| Año \| Lugar \| Medalla \| Clase \| \| ------------------ \| ------------------------ \| ------------------ \| ------------------ \| \| 2019 \| Takapuna (Nueva Zelanda) \| Medalla de plata \| Tornado \| \| Campeonato Europeo \| \| \| \| \| Año \| Lugar \| Medalla \| Clase \| \| 2016 \| Cesenatico (Italia) \| Medalla de bronce \| Tornado \| \| 2017 \| Dervio (Italia) \| Medalla de plata \| Tornado \| \| 2018 \| Arco (Italia) \| Medalla de plata \| Tornado \| \| 2019 \| Rímini (Italia) \| Medalla de plata \| Tornado \| |                          |                   |         |
| Campeonato Mundial |                          |                   |         |
| Año | Lugar                    | Medalla           | Clase   |
| 2019 | Takapuna (Nueva Zelanda) | Medalla de plata  | Tornado |
| Campeonato Europeo |                          |                   |         |
| Año | Lugar                    | Medalla           | Clase   |
| 2016 | Cesenatico (Italia)      | Medalla de bronce | Tornado |
| 2017 | Dervio (Italia)          | Medalla de plata  | Tornado |
| 2018 | Arco (Italia)            | Medalla de plata  | Tornado |
| 2019 | Rímini (Italia)          | Medalla de plata  | Tornado |